# Corona (együttes)
A Corona olasz eurodance-csapat, énekesnőjük Olga Maria de Souza.
Eredetileg Francesco "Checco" Bontempi (a.k.a. Lee Marrow) menedzselte a csapatot (1. és 2. album). Első és egyben legnagyobb sikerüket 1993-ban érték el a The Rythm of the Night című számukkal. 2000-től Francesco Conte és Paolo Dughero menedzselik az együttest.

## Fordítás
Ez a szócikk részben vagy egészben  a   Corona (band) című angol Wikipédia-szócikk ezen változatának fordításán alapul.  Az eredeti cikk szerkesztőit annak laptörténete sorolja fel. Ez a jelzés csupán a megfogalmazás eredetét és a szerzői jogokat jelzi, nem szolgál a cikkben szereplő információk forrásmegjelöléseként.